# Amara Traoré
Amara Traoré (Saint-Louis, 25 settembre 1965) è un allenatore di calcio ed ex calciatore senegalese, di ruolo attaccante..

## Carriera
Ha giocato per numerosi club francesi, tra cui il Bastia, il Gueugnon e il Metz. Ha giocato a lungo per la nazionale senegalese e ha partecipato anche ai mondiali 2002.

## Palmarès

### Giocatore

#### Competizioni nazionali
- Coppa di Lega francese: 1

Gueugnon: 1999-2000

### Individuale
- Capocannoniere della Ligue 2: 2

1999-2000 (17 gol), 2006-2007 (18 gol, a pari merito con Jean-Michel Lesage)